# 흑맥
"흑맥"은 한국에서 제작된 이만희 감독의 1965년 영화이다. 강신성일 등이 주연으로 출연하였고 김태현 등이 제작에 참여하였다.

## 출연

### 주연
- 강신성일
- 문희

### 조연
- 쟈니 리

## 기타
- 원작자: 이문희
- 조명: 김연
- 미술: 홍성칠